# Fortunato Santini

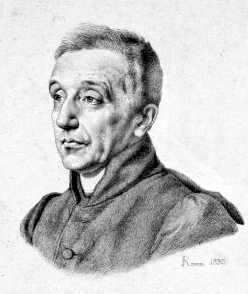
Fortunato Santini, porträtt av Julius Hübner.

Abbate Fortunato Santini, född den 5 januari 1778 i Rom, död där den 14 september 1861, var en italiensk tonsättare. 
Santini prästvigdes 1801. Efter studier av harmonilära och kontrapunkt samt forskningar i den gamla notationen, gjorde han ett urval av vad såväl hans eget land, som främmande länder, hade av värde i kompositioner tillhörande den stränga stilen, och utgav en av de bästa och rikhaltigaste samlingar i denna väg som funnits, däribland verk av mer än 700 italienska komponister. Med Thibaut, Winterfeld, Kiesewetter, Zelter, Choron med flera stod han i brevväxling.  Santini föranstaltade musikuppföranden, vid vilka sångare från påvliga kapellet och de utmärktaste dilettanterna i Rom samt tyska musiker (Cramer, Liszt, Hiller med flera) medverkade. Många av hans kompositioner har i flera italienska kyrkor blivit införda, där de vissa högtidsdagar ständigt framförs. Sångakademien i Berlin, Mozarteum i Salzburg och Ceciliaföreningen i Rom invalde honom till ledamot.